# Scoparia famularis
Scoparia famularis là một loài bướm đêm trong họ Crambidae.